# يوه هوان كيل
يوه هوان كيل (هانغل: 류환길) مواليد 23 سبتمبر 1962 في محافظة نامهاي، غيونغسانغ الجنوبية، كوريا الجنوبية - الوفاة 21 أبريل 2009 في غويانغ، غيونغي، كوريا الجنوبية، كان ملاكم محترف كوري جنوبي صنّف ضمن فئة وزن الريشة. حقق بطولة الاتحاد الدولي للملاكمة.

## إحصائيات
خاض خلال مسيرته 31 نزالا، فاز في 26 وتعادل في 3 وخسر في 2. فاز بالضربة القاضية في 11 نزالا.

## روابط خارجية
- يوه هوان كيل على موقع بوكس ريك (الإنجليزية) (registration required)